# ドーベルマン刑事
『ドーベルマン刑事』（ドーベルマンデカ）は、原作：武論尊、描画：平松伸二による日本の劇画及び映画・テレビドラマ・オリジナルビデオ。メディア展開された作品は#映画・#テレビ映画・#オリジナルビデオをそれぞれ参照のこと。

## 劇画
凶悪な犯罪者を許さない主人公の「ドーベルマン」こと加納錠治が愛銃のスタームルガー・ニュースーパーブラックホークで44マグナム弾をぶっ放し、事件を解決していくバイオレンスアクション漫画である。本稿では、続編である『新ドーベルマン刑事』（しんドーベルマンでか）についても併せて扱う。
ドーベルマン刑事
『週刊少年ジャンプ』（集英社）の1975年39号から1979年48号まで連載し、ジャンプコミックスの単行本は全29巻、後に愛蔵版や文庫版としていずれも全18巻で再刊。全29巻売上の累計は500万部。
平松の自伝『そしてボクは外道マンになる』によると、編集長の意向で連載2年目より週25-31ページ掲載（従来は週20ページ）が常態化されていた。4年強の連載の割に巻数が多いのはそのためである。
新ドーベルマン刑事
2012年に『週刊漫画ゴラク』（日本文芸社）18,19号で前後編として掲載され、後に同誌にて正式に連載開始された。『ドーベルマン刑事』の続編で、同作最終回で死んだはずの主人公・加納錠治の復活を描く。

### ストーリー

#### ドーベルマン刑事
凶悪犯罪専門の警視庁特別犯罪課、通称“特犯課”に所属する加納錠治。凶悪犯罪者を毎回のように射殺する加納をマスコミや世間は非難するが、本人はどこ吹く風。極悪犯罪者には非情な加納であるが、子供や老人、更生しようとする軽犯罪者はもちろん、殺人等過去に重い罪を背負う犯罪者でも事情によっては就職先などの面倒を見たりする優しい面がある。
当初は加納とその上司である特犯課長の西谷警視の2名だけだった特犯課も大阪府警から新宿署へ来たゲタばきの暴力団担当刑事・宮武、女刑事の三森、婦人警官の綾川沙樹、アメリカから来たキャティ・クラサワなどのメンバーが加わり(ただし作中で絡むだけで、必ずしも特犯課配属ではない者も含む)、ハードな雰囲気だった作品も終盤はややマイルド化しつつ、4年余の長期連載となった。
特犯課とは凶悪犯罪専門であるが、特にその任務は危険かつ重大な責任をおうものであり、現存する各課が敬遠する事件を担当する。
また、原作者が元自衛官だった事もあり、自衛官の心情もそれとなく描かれている。

#### 新ドーベルマン刑事
かつて警視庁特別犯罪課に所属し、数々の難事件を解決してきた刑事・加納錠治が、恋人・三森と結ばれる予定の結婚式場でテロリストの残党に撃たれて殉職してから数年後の2012年。かつて加納が逮捕した凶悪犯が脱走し、警察官を人質に取って警察署で立てこもった。加納への復讐を目論む中、死んだはずの加納が姿を現した。

### 登場人物
加納 錠治（かのう じょうじ）
22歳。警視庁刑事部特別犯罪課(通称：特犯課、凶悪犯罪専門)所属。通称・ドーベルマン。柔道：無段。剣道：無段。空手：無段。拳銃：無段。コーヒーはブラックを好む。拳銃はニュースーパーブラックホークを使用。実弾は44マグナム弾使用。様々な銃器の扱いに優れており、射撃・狙撃技術は極めて高い。愛車はハーレーダビッドソンだが、二輪だけではなく大型や特殊も含めて自動車の運転技術にも長けている。警察関係では機動隊員やSP、他にも自衛隊員や原子力発電所職員など、各部署・各方面に知人や友人を数多く持つ。
凶悪犯罪を犯した者が、たとえそれが名士や女性、未成年者、果ては社会的弱者や障害者であっても容赦はしない。ただし、犯罪を犯した者が更生を望んでいたり深く反省している場合などは、表だっては冷徹を装いつつも温情を見せることがあるように、基本的には人情に篤く男気が強い。社会に蔓延る建前論や欺瞞を憎むが、持ち前の「人情と男気」を貫き通した結果、犯人逮捕に直結する決定的な証拠を握り潰したり、必要以上に被害を大きくすることもあった。
加納の犯罪捜査は「刑事の勘」や「読み」に頼るところが大きく、何の証拠もないまま犯人を拷問まがいの方法で追及し、事件解決に結びつけたことがある。物語の性質上、現行犯との銃撃戦や正当防衛での発砲が多いため、逮捕状を請求したり、提示するようなシーンは無い。故意に相手に先に発砲させてから射殺することもあった。一見すると激情でのみ動き無策と思われがちであるが、犯罪者に対して策を弄したり罠に陥れることに躊躇することはなく、事件解決のためには事件の関係者をも利用する狡猾さも持ち合わせている。
「外道に人権などない」と断言し、必要とあらば(その必要性が薄いと思われる場面ですら)射殺も厭わない加納であるが、元からそのような刑事だったわけではなく、特犯課に配属された直後は長髪でスーツを身につけた一介の新人刑事であり、どんな凶悪犯であっても射殺すべきではないと考えていた(「刑事の人間愛!!の巻」)。
孤児院で育ったという過去を持つためか、親子の絆や家族愛に憧れを持つと同時に、それを踏みにじったり蔑ろにする者には容赦しない。「警察官・刑事」という職業に対しても非常に強い思い入れと責任感を持っているため、身内である警察関係者の裏切りや非道な行いに対しては極めて激しい怒りを見せる。世間では「狂犬」「ドーベルマン」として畏怖される加納であるが、なぜか子供には非常に良く好かれる。
暴力団関係者には極度に恐れられており「加納が怖くて東京から出て行った」ものもいれば、一般市民に危害を加えた組員に対し「加納が出てきたら組が潰される」と自首させようとするいった描写もある。
連載開始以来、冗談や軽口をほとんど言うこともなく無愛想な加納であったが、連載後期には多少くだけた態度を見せるようになり、冗談を言ったり、時にはセクハラ行為など見せるようになった。
『新ドーベルマン刑事』(以下、『新』と表記)でも主人公を務める。かつて警視庁特別犯罪課(通称：特犯課)に所属、数々の凶悪犯と闘ってきた「ドーベルマン」の異名を持つ元刑事。殉職したはずだが、自身への復讐を目論む脱獄犯グループの前に姿を現し、これを全員射殺して解決する。これが警視総監の逆鱗に触れ、派出所勤務(しかも丸腰で)とされてしまうが、南日本で暗躍する暴力団と県警の癒着を暴き、特犯課の刑事として復帰する。その中でかつての婚約者だった三森ら仲間達と再会、日本警察の全権掌握を図る警視庁・警察庁の上層部に対して宣戦布告を叩き付ける道を選ぶ。
『新』でも拳銃はニュースーパーブラックホークを使用し、初登場時は全身の傷口に分解して埋め込んでいた。
かつて上司だった西谷のことを憶えていないと語り、その一方でかつて逮捕した凶悪犯罪者のことは犯した罪の内容も含めて詳細に記憶している(この設定は途中から突然西谷に普通に会話するようになり、有耶無耶になった)。死んだはずなのになぜ生きていたのか、復活するまでの間何をしていたのかといった事情は、結局一切明かされないまま完結した。
西谷 博（にしたに ひろし）
警視庁刑事部特別犯罪課長　東京大学卒。加納の直属の上司で階級は警視。妻・純子と一人息子の鉄男(てつお)を家族に持つ。年齢は30代前半。
正義一徹。温厚かつ冷静な性格。部下である加納や宮武が型破りな刑事なため、その陰になって気が弱く真面目さだけが取り柄のように思われがちだが、時に加納らが驚くほどの熱い刑事魂を見せることがあり「刑事の子は人質にならない」と、人質になった息子の命より犯人逮捕を優先したり、緊急時には発砲し、犯人を射殺するに及んだこともあった(初めて犯人を射殺したのは刑事になるための研修時に留置場の看守をしていた際にである「警視庁移転の日!!の巻」)。
加納らに指示を出す一方で自らも現場に立つことも多く、そのためか生死の境をさまよう大怪我を何度も負っている。高い実力を持つ加納や宮武からは「年寄りの冷や水」「弱いけど」などと茶化されるようなシーンもあったが、加納が唯一尊敬して認める上司であり、上司・部下の関係を越えた堅固な信頼関係で結ばれていた。
真面目で家族思いであるが、仕事も家庭も捨てて知り合った女性と駆け落ちする寸前の暴挙に出たことがある(「蛇の目傘の女の巻」)。
『新』においても前作同様、警視庁特別犯罪課主任の警視として登場。年齢は38歳となっている。
三森 竜子（みもり りゅうこ）
警視庁刑事部特別犯罪課 - 警視庁新宿署防犯課少年係 - 神奈川県警所属。当初は特犯課に異動させられてきたが、西谷と加納の意向により、再び別部署に異動になった。最後は加納にプロポーズされ結婚することに。
『新』ではかつての加納の婚約者として登場。加納が一度死んだと思われた後、SATの隊長として「女ドーベルマン」の異名を持つにまで至っている。
宮武 鉄二（みやたけ てつじ）
警視庁新宿署四課所属。大阪府警マル暴担当。大阪のヤクザに恐れられるほどの存在であったが、加納と刑事として勝負をするために希望異動。拳銃は特別製のオートマグを使用。半纏、腹巻、下駄を着用し、口には長楊枝という、ヤクザにしか見えない外見をしている。通称は「ゲタばき」。髪の生え際中央にはハート型の禿(母親からの遺伝)が存在する。
綾川 沙樹（あやかわ さき）
警視庁特別犯罪課婦警。都内でも有数の勢力を誇る広域暴力団・竜神会会長・綾川雄三の一人娘。祖父は長野県南佐久郡で駐在所勤務の警察官。身長：155cm　スリーサイズ：B：80cm、W：56cm、H：82cm。
特犯課のお茶汲み担当で、とても警官とは思えない気弱な普通の女の子。しかし初登場時には、その「女の勘」が捜査に役立った。マスコミからの非難を受ける加納を擁護するなど、作品のマイルド化路線を担う存在。最後は重病の父親の意向をくんで竜神会二代目会長を襲名。モデルは榊原郁恵だが、これは当時の編集担当だった鳥嶋和彦が平松に指示して榊原をイメージして書き直させた結果だという。
キャティ・クラサワ
警視庁特別犯罪課所属。ハワイ生まれの日系二世だが、国籍は日本である。露出度の高い服を着用。
紅林 豪（くればやし ごう）
『新』で登場。警視庁警務部付警視正監察担当。現在において加納の後見人的な立ち位置を務めており、平巡査に降格されながらも一警察として戦い続けてきた加納に、再びブラックホークを手渡した。

### 単行本
- 作・画：平松伸二、原案：武論尊『新ドーベルマン刑事』 日本文芸社 （ニチブンコミックス、全2巻）
  1. 2012年12月20日発売 ISBN 978-4-537-12976-2
  2. 2014年1月18日発売 ISBN 978-4-537-13122-2

## 映画

### 概要
1977年の日本映画。主演：千葉真一、監督：深作欣二、製作：東映。カラー・シネマスコープ、90分。英語タイトルは『Doberman Cop』。
“ドーベルマン”の異名、凶悪な犯罪者を許さない、オートバイと.44マグナム弾を使用。以上は原作通りに描かれているが、そのほかは異なるキャラクターに設定されており、製作側は劇画になる以前の主人公のプロローグ篇としている。千葉真一は空手・拳法アクションから卒業しようとして、深作欣二は実録シリーズから脱皮を計り、1966年の日本・台湾合作映画である『カミカゼ野郎 真昼の決斗』以来、11年ぶりにタッグを組んで新しいアクション映画に挑んだ。キャッチコピーは「事件を追ってきたんじゃない！都会に焼き殺された女へのちょっとした感傷のつもりさ…」。

### ストーリー（映画）
新宿で女性の焼死体が出てきた。新宿警察署は連続殺人放火魔の仕業で、被害者を沖縄県石垣島出身の玉城まゆみと断定して、元暴走族の三迫長栄を逮捕する。しかし、まゆみの母親からの捜索願で、東京にやって来た沖縄県警の刑事で加納錠治は、新宿警察署捜査陣の考えに疑問を抱いていた。“病める”大都会・東京に、芸能界で成功を夢見る新人歌手とその背後にいるヤクザたちが事件に絡み、加納は大胆な捜査で犯人を追い詰めていく。

### キャスト
- 千葉真一 - 加納錠治

英森芸能
- ジャネット八田 - 春風美樹
- 松方弘樹 - 英森魁治
- 唐沢民賢 - 竹村マネージャー
- 成瀬正 - 城野昌久
- テリー・オブライエン - ダグラス
- 笹木俊志 - ルガー・松川
- 阿波地大輔 - 下川誠
- 原田力 - 遠藤亘
- 福本清三 - 英森の舎弟A
- 友金敏雄 - 英森の舎弟B
- 片桐竜次 - 真田 ※ノンクレジット

スターミュージック
- 松田暎子 - 紫小袖
- 川谷拓三 - 木下秀吉
- 内村レナ - 四季京弥
- 山口じゅん - 四季五十鈴

新宿警察署
- 室田日出男 - 高松次郎
- 藤岡重慶 - 佐野猛夫
- 鈴木康弘 - 二宮捜査一課長
- 岩尾正隆 - 中谷隊長
- 野口貴史 - 坊忠彦
- 西田良 - 田村哲也
- 中村錦司 - 鑑識・磯村均
- 白井孝史 - 刑事
- 鳥巣哲生 - 留置所の警官
- 小峰隆司 - 鑑識助手(ノンクレジット)
- 司裕介 - 機動隊隊員

暴走族・風魔団
- 岩城滉一 - 三迫長栄
- 小林稔侍 - 甲山勝男
- 橘麻紀 - 美代子
- 星野じゅん - サクラ
- 西浜鉄雄 - サスケ

その他
- 宮城幸生 - 松美荘の管理人
- 星野美恵子 - 主婦A
- 志賀勝 - 大野
- 高月忠 - キャバレー リドの司会者
- 勝野賢三 - トルコのマネージャー
- 丸平峯子 - トルコ嬢A
- 桂登志子 - トルコ嬢B
- 遠藤太津朗 - 藤川（歌謡界のボス）
- 穂積隆信 - STV編成局長
- 藤沢徹夫 - ディレクター
- 川上のぼる - スター誕生の司会者
- 志茂山高也 - 神谷昇
- 木谷邦臣 - 薊元国（あざみもとこく）
- 諏訪圭一 - 水木健二(歌手)
- 吉沢高明 - 付き人
- 松本泰郎 - 売人A
- 大矢敬典 - 売人B
- 寺内文夫 - アシストディレクター
- 波多野博 - 須賀雅春
- 三谷真理子 - 主婦B

### スタッフ
- 監督 - 深作欣二
- 企画 - 松平乗道・奈村協
- 原作 - 武論尊・平松伸二
- 脚本 - 高田宏治
- 撮影 - 中島徹
- 美術 - 富田治郎
- 照明 - 金子凱美
- 録音 - 野津裕男
- 音楽 - 広瀬健次郎
- 編集 - 市田勇
- 助監督 - 俵坂昭康
- 記録 - 田中美佐江
- スチール - 中山健司
- 装置 - 稲田源兵衛
- 装飾 - 山田久司
- 背景 - 西村和比古
- 衣裳 - 高安彦司
- 美粧 - 長友初生
- 結髪 - 山崎幹子
- 演技事務 - 森村英次
- 擬斗 - 土井淳之祐
- 進行主任 - 長岡功

### 主題歌・挿入歌
主題歌
- 西浜鉄雄 「黒い涙」
- 作詞 - 深作欣二、作曲 - 長戸大幸

挿入歌
- 弘田三枝子 「マイメモリィ」、「ドーベルマン刑事のテーマ」
- 作詞・作曲 - 弘田三枝子

### 製作
平松伸二は本作の撮影現場を訪れて千葉真一と会っており、「まさかこんな若い人（平松）が漫画を描いているとはねえ～！」「ホンネを言えば、ボクとかより松田優作くんなんかの方が加納にあってると思ってるんじゃないのかなァ！！」と笑いながら話しかけられ、「図星だった！千葉さんは正直で気さくないい人だった」と自著で述べている。また深作欣二からは「本作もいいんだが…、この後に撮る『柳生一族の陰謀』ってのが、これまた面白くなりそうでねえ～！」と『柳生一族の陰謀』ばかり熱く語っていたと語っている。深作は「劇画の格好いいヒーローは映画化しにくい。原作と大きく異なることを認めてくれれば、何とかなる」と当時の心境を述べている。

## テレビドラマ
タイトルは『爆走! ドーベルマン刑事』（ばくそう! ドーベルマンでか）。1980年4月7日 - 10月27日の毎週月曜日20:00 - 20:54にテレビ朝日ネットワークで放送された。原作からは主要キャラクターの名前を引き継ぐのみで、大胆にアレンジされている。黒いヘルメットに革ジャン、黒塗りのナナハン（黒バイ）を駆って、警察犬を従えて捜査をする黒バイ刑事部隊の活躍を描いた。

### キャスト
※OPクレジット順
- （晴海分署・黒バイ隊）加納隊長 - 黒沢年男
- （晴海分署・黒バイ隊）矢部刑事 - 名高達郎（1～3・10～22話）
- （晴海分署・黒バイ隊）酒井刑事 - 星正人
- （晴海分署・黒バイ隊）加山刑事 - 新井康弘
- （晴海分署・黒バイ隊）白鳥刑事 - 神保美喜
- （晴海分署・黒バイ隊）平田刑事 - 矢吹二朗
- （晴海分署）森警部 - 荒井注
- （警視庁）五十嵐刑事 - 志穂美悦子 （1・2・4・7・9～11・14・16・21・22話）
- （晴海分署）西谷署長 - 夏木陽介

### 出演
| 話数 | 出演 |
| ---- | --- |
| 1    | 真田広之／谷川みゆき、友金敏雄／伊豆肇、梅津栄／弘松三郎、きくち英一、五野上力／清水照夫、佐藤昇、赤石富和、堀真也／今井健二                                                                                       |
| 2    | 藤木敬士／村地弘美、川代家継／堀田真三、稲垣昭三／宝井宏治、久保田鉄男、吉宮慎一／山田光一、小甲登枝恵、新井英騎／滝川龍之介、山中泰介、赤出川浩道、城春樹、木村清信、宮島信芳                                     |
| 3    | 上村香子／西田健、小島三児／酒井昭、今井久、今村薫／八百原寿子、遠矢孝信、伊藤淳次／岩永和信、小林綾子、大島博樹／木田三千雄、入江正徳                                                                             |
| 4    | 清水昭博／中田博久、守屋俊志／須賀良、石井茂樹、清水照夫／藤木保宏、黒田努、沢田洋、松井康高／小野ヤスシ、東郷晴子                                                                                                 |
| 5    | 松本留美／木村理恵／関戸純、北原義郎／相馬剛三、田川勝雄、吉水慶／佐藤晟也、小島光貴、山浦栄／村木勲、栗原敏、井上清和、沢田祥二                                                                                   |
| 6    | 井上高志、田中哲也／越村公一、湊俊一／和久井節緒、江川久仁夫、飯田テル子／久地明、伊尾正子、中村麻由美／八百原寿子、大栗清史、片桐次郎、小山昌幸／伊豆肇                                                           |
| 7    | 本間優二／大橋恵里子／浜田晃、西川ひかる／井上三千男、高月忠／高橋利道、田中洋介、松尾文人／蟹江敬三 |
| 8    | 江藤博利、池田善彦／千野弘美、ひろみどり／津村隆、市村昌治、岡部健／沢田勝美、島田雄三、見城貴信／伊藤慶子、杉欣也、高野晃大、大島博樹、上村一夫／高野隆志、岸本一人、木村清信、栗田雅章、村添豊徳／深江章喜       |
| 9    | 服部まこ／弓恵子／宅麻伸、成瀬正／小池雄介、小坂勝、山本緑 |
| 10   | 古澤一朗、小野恵子／大原和彦、佐藤晟也、相馬剛三／林弘造、藤川和子、倉沢暎子、原あけみ／土井美加、藤木聖子、城春樹、章文栄                                                                                         |
| 11   | 荒木しげる／団次朗／桑原大輔、笹入舟作／亀山達也、辻輝彦、木村修、安永憲司／大蔵晶、吉野恒正、田口和政、三浦憲、高野隆志                                                                                           |
| 12   | 栗田ひろみ／本郷直樹／三島史郎、大谷朗／大木正司、大島宇三郎、松井範雄／近江信行、益田哲夫、井上清和、山浦栄、日野満ちる                                                                                           |
| 13   | 早瀬久美／伊藤高、三縄智／加藤大樹、古川小夜子、吉田昌雄／きくち英一、河合絃司、加地健太郎／麻生亮、黒田健三、佐川二郎、美原亮三／車だん吉                                                                         |
| 14   | 山本茂／八名信夫、片岡功／南雲佑介、清水照夫／神谷政浩、小坂まさる、山浦栄／河野洋子、栗原敏、高橋利道 |
| 15   | 森川正太／江見俊太郎、団巌／畑中猛重、五野上力、山田光一／桑原恵子、小林健一、竹下誠治、星信之 |
| 16   | 清水昭博／信実一徳、相原巨典／大辻鉄平、荒瀬恵、美原亮三／武田りょう子、益田哲夫、蒲原敏明／三谷昇、市川好朗 |
| 17   | 古代一平、伊豆肇／内田稔、早川雄三／片岡五郎、角田英介／山下勝也、水谷敏行 |
| 18   | COOLS R.C.佐藤秀光、村山一海／COOLS R.C.ジェームス藤木、大久保喜市、飯田和男／今村薫、黒田努、滝川龍之介、小寺大介、夏木章／町田幸夫、高野隆志、舟久保信之、中村麻由美、北村大造／小野川公三郎、渡辺靖彰／今井健二 |
| 19   | 倉石功／井上高志、松香ふたみ／若尾義昭、小山武宏、関川慎二／高峰純平、青砥洋、山本緑／金尾哲夫、椎名泰之、諸星洋子、原裕／鈴木弘道、岡本美登、江島和幸、小林操                                                     |
| 20   | 山本ゆか里／黒部進、池田道枝／石井茂樹、秋野陽介、阿部健多／大貫一孝、高橋仁、長沢美佳、岩城力也 |
| 21   | 佐藤仁哉／宝井宏治、山田光一／山口哲生、宮田典子、泉福之助／田中力、満仲志保、梶悦子 |
| 22   | 竹田かほり／時任三郎、大谷朗／添田聡司、城春樹、酒井努、小林荘／村上幹夫、島田雄三、平野真理、後根宣将／幸田宗丸、星野晶子                                                                                         |

### 作品リスト
| 話数 | テレビ朝日での放送日 | サブタイトル                  | 脚本                | 監督     |
| ---- | -------------------- | ----------------------------- | ------------------- | -------- |
| 1    | 1980年 4月7日        | 黒バイ部隊出動す!             | 四十物光男 田波靖男 | 小西通雄 |
| 2    | 4月14日              | 飛べ! 警察犬アレックス        | 田波靖男 安斉あゆ子 | 小平裕   |
| 3    | 4月21日              | 血の追跡!                     | 阿井文瓶            | 小平裕   |
| 4    | 4月28日              | カッコマンVS黒バイ部隊        | 杉村のぼる          | 小西通雄 |
| 5    | 5月12日              | アレックス・完全犯罪に挑戦!   | 長谷川公之          | 小西通雄 |
| 6    | 5月19日              | アレックスを射殺せよ!         | 四十物光男 田波靖男 | 小平裕   |
| 7    | 5月26日              | 殺し屋見習いと黒バイ部隊!     | 押川国秋            | 小平裕   |
| 8    | 6月2日               | 消えた黒バイ!                 | 大野武雄 植木幹雄   | 松島稔   |
| 9    | 6月9日               | 黒の狙撃者                    | 和久田正明          | 松島稔   |
| 10   | 6月16日              | 大爆破3秒前                   | 阿井文瓶            | 小山幹夫 |
| 11   | 6月23日              | 挑戦 目黒の赤い星!            | 杉村のぼる          | 小山幹夫 |
| 12   | 6月30日              | アレックス 零下20度からの脱出 | 阿井文瓶            | 小西通雄 |
| 13   | 7月7日               | 助けて! アレックス            | 大野武雄            | 小平裕   |
| 14   | 7月14日              | 決死の追跡48時間              | 四十物光男 田波靖男 | 小西通雄 |
| 15   | 8月25日              | Mrペテン師VS黒バイ部隊        | 杉村のぼる 桂一水   | 松島稔   |
| 16   | 9月1日               | 黒バイ刑事の友情!             | 阿井文瓶            | 小平裕   |
| 17   | 9月8日               | 黒バイ部隊危機一髪!!          | 田波靖男 安斉あゆ子 | 小平裕   |
| 18   | 9月15日              | 黒バイ部隊VSハーレー軍団      | 杉村のぼる          | 小西通雄 |
| 19   | 9月22日              | 白バイ警官をマークせよ!       | 大野武雄            | 松島稔   |
| 20   | 10月13日             | 指名手配の少女を救出せよ!     | 阿井文瓶 竹山洋     | 小西通雄 |
| 21   | 10月20日             | 臆病犬バロンの復活            | 四十物光男 田波靖男 | 松島稔   |
| 22   | 10月27日             | 黒バイ部隊 最後の挑戦!        | 杉村のぼる          | 小平裕   |

- 5月5日はモスクワオリンピック関連大型番組『オリンパソン'80』のため休止。
- 7月21日は『東西対抗お笑い夏の陣!』（20:00 - 21:48）のため休止。
- 7月28日と8月4日はモスクワオリンピックハイライトのため休止（前者は20:00 - 21:48。後者は19:00 - 20:51）。
- 8月11日はプロ野球中継「横浜大洋×巨人」（横浜スタジアム。19:00 - 20:51）のため休止。
- 8月18日は『金田一耕助の冒険』（20:00 - 21:51）のため休止。
- 9月29日はスペシャルドラマ『天を走れ!愛馬マックス』（19:00 - 20:51）のため休止。
- 10月6日はスペシャルドラマ『蒼き狼 成吉思汗の生涯』（前編。20:00 - 22:45）のため休止。

### スタッフ
- プロデューサー - 和佐英彦(テレビ朝日)、福湯通夫
- 脚本 - 作品リスト参照
- 監督 - 作品リスト参照
- 音楽 - 鏑木創
- ナレーター - 神太郎
- 技斗 - 斎藤一之（ジャパンアクションクラブ）
- カースタント - 武士レーシング
- 制作 - テレビ朝日、東映

### 主題歌・挿入歌
- 主題歌「アスファルト・ジャングル」（歌 - 黒沢年男）
  - 作詞 - たきのえいじ、作曲 - つのだ☆ひろ、編曲 - 小笠原寛

- 挿入歌「男は男」（歌 - 黒沢年男）
  - 作詞・作曲 - つのだ☆ひろ、編曲 - 小笠原寛

### 前後番組
| テレビ朝日系 月曜20時枠 | テレビ朝日系 月曜20時枠 | テレビ朝日系 月曜20時枠 |
| 前番組                  | 番組名                  | 次番組                  |
| ----------------------- | ----------------------- | ----------------------- |
| 鉄道公安官              | 爆走!ドーベルマン刑事   | 走れ!熱血刑事           |

## オリジナルビデオ
1996年にギャガ・コミュニケーションズで製作された。VHSは発売：東映株式会社、販売：東映ビデオとなっており、双葉社『完全保存版 東映Vシネマ大全』P145で東映Vシネマの1本として紹介されている。

### ストーリー（オリジナルビデオ）
加納（竹内力）がかつて逮捕した暴力団員水木が巡査を殺し、人質を取ってたてこもった。加納はなんとか人質を救出したが、水木は精神に異常をきたしていた。加納は水木が高純度の覚醒剤を服用していたのが気になり、同僚の春日井（宮坂ひろし）とともに事件の捜査に乗り出す。同じ頃、銀座のクラブが強盗に遭い、客とホステスが全員殺害された。唯一被害を免れたのは友子（吉野真弓）だった。

### 使用された銃
加納の愛銃であるスタームルガー・ニュースーパーブラックホークは44マグナムではなく、コルト NEWフロンティア SAA 45（ハドソン製）である。

### キャスト（オリジナルビデオ）
- 竹内力：加納錠治
- 吉野真弓：友子
- 宮坂ひろし：春日井
- 山口仁
- 三上祐一
- 片桐竜次

### スタッフ（オリジナルビデオ）
- 製作 - ギャガ・コミュニケーションズ、円谷映像
- 監督 - 後藤大輔
- 脚本 - 森岡利行
- 音楽 - 村山竜二
- カースタント - カースタントTAKA
- ガンエフェクト - 今関謙一 (BIGSHOT)
- 技斗 - 東郷秀信（斬心塾）
- プロデュース - 千葉善紀、長澤克明、岡川晃基
- 製作者 - 山地浩、円谷粲

## パチンコ
- メーカー名 - 株式会社 オリンピア
- 機種名 - ドーベルマン刑事
- 導入開始日 - 2009年（平成21年）3月